# 山橋敬一郎
山橋 敬一郎（やまはし けいいちろう、1925年〈大正14年〉2月4日 - 1992年〈平成4年〉4月1日）は、昭和から平成初期の国税官僚、政治家。小田原市長（2期）。

## 来歴
神奈川県小田原市出身。旧制小田原中学、旧制第一高校を経て、1949年（昭和24年）東京大学法学部卒業。国税庁に入り、1953年倉吉税務署長、1955年金沢国税局総務部総務課長。1965年札幌国税局総務部長、1967年国税庁長官官房審議官、1968年国税庁長官官房参事官、1969年東京国税局調査第1部長、1970年東京国税局調査第1部長兼調査第2部長兼兼調査第3部長。同年東京国税局調査第1部長。1971年東京国税局総務部長、1973年広島国税局長、1975年大蔵省銀行局保険部長、1976年国税庁次長、1977年東京国税局長。1978年（昭和58年）退官。
医療金融公庫理事を務めた後、1985年（昭和60年）の小田原市長選挙に立候補し、当選した。1989年でも再選。在職中の1992年に死去した。同年正四位勲三等瑞宝章。